# Lee Young-ae
Lee Young-ae (hangul: 이영애; nascida em 31 de janeiro de 1971) é uma atriz sul-coreana. Ela é conhecida por suas aparições no drama histórico coreano Dae Jang Geum (2003), e como uma mãe solteira em busca de vingança no filme de suspense policial de Park Chan-wook, Lady Vingança (2005). Por sua atuação no filme, ela recebeu prêmios de Melhor Atriz no 38º Festival de Cinema de Sitges, 26º Blue Dragon Film Awards e 42º Baeksang Arts Awards.
Lee Young-ae foi uma das 10 atrizes coreanas mais bem pagas de todos os tempos.

## Carreira
Lee fez sua estreia como modelo em 1991. Depois de aparecer em comerciais de televisão, ela estreou como atriz no drama de 1993, Como está seu marido?, que ganhou seu prêmio de Melhor Nova Atriz no SBS Drama Awards.
Em 2000, ela estrelou o filme de suspense e mistério Joint Security Area, que se tornou o filme coreano de maior bilheteria na época. Ela seguiu com o melodrama Last Present, onde recebeu elogios por sua atuação como uma jovem enfrentando a realidade de uma morte prematura. Lee se reuniu com o diretor Hur Jin-ho para estrelar seu próximo filme One Fine Spring Day, que ganhou seu prêmio de Melhor Atriz no Busan Film Critics Awards. Ela também estrelou a série de TV Fireworks, que apresentou Lee ao público de Taiwan.
Lee ganhou destaque na Coreia do Sul após estrelar o drama histórico Dae Jang Geum. Foi ao ar pela primeira vez de 15 de setembro de 2003 a 23 de março de 2004, na MBC, onde foi o programa de maior audiência com uma audiência média de 46,3% e um pico de 57,8%, tornando-se o décimo drama coreano com maior audiência de todos os tempos. Lee ganhou o prêmio Daesang (Grande Prêmio) no MBC Drama Awards, bem como o prêmio Top Excellence. O programa foi então transmitido no exterior em 91 países e tornou-se excepcionalmente popular na Ásia.
A fama de Dae Jang Geum lançou Lee ao estrelato pan-asiático como uma das maiores estrelas Hallyu. Ela foi convidada a visitar a China continental, Hong Kong, Taiwan, Singapura e Japão.

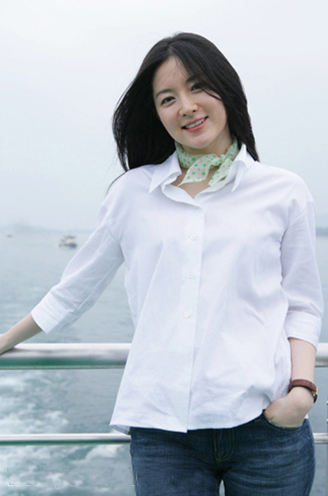
Lee em passeio de barco no Lago Qiandao, na China, em março de 2006

Em 2006, pela primeira vez em 12 anos, a NHK teve que usar o NHK Hall para sediar o programa da NHK devido à sua popularidade; selos com Lee foram lançados no Japão. Ela também foi convidada para o Festival Internacional de Escultura em Gelo e Neve de Harbin em 2007, na China.
Lee então estrelou o terceiro filme da Trilogia da Vingança de Park Chan-wook, intitulado Lady Vingança. Ela foi premiada como Melhor Atriz no Blue Dragon Film Awards de 2005 e no Baeksang Art Awards de 2006 por sua atuação no filme. Em 2006, Lee foi convidada para fazer parte do júri do 56º Festival Internacional de Cinema de Berlim, tornando-se a primeira atriz coreana a ser selecionada como membro do júri do festival internacional de cinema.
Em 2007, ela recebeu do governo sul-coreano a Medalha da Ordem do Mérito Cultural por sua contribuição à Onda Coreana.
Em 2015, foi anunciado que Lee faria seu retorno à televisão na série histórica da SBS Saimdang, Diário da Luz. Ela desempenharia papéis duplos como Shin Saimdang, uma famosa artista e calígrafa da era Joseon, bem como uma professora de história coreana moderna. O drama estreou em janeiro de 2017.

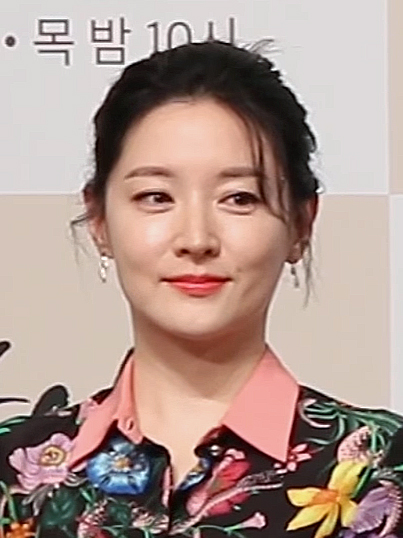
Na conferência de imprensa de Saimdang, Diário da Luz, em janeiro de 2017

Em 2018, Lee foi escalado para o filme Bring Me Home, retornando às telonas após 13 anos. Em 2022, Lee foi convidado para ser membro do júri do "Prêmio Ator do Ano" do 27º Festival Internacional de Cinema de Busan.
Em 2023, ela voltou à telinha com o papel principal em Maestra: Strings of Truth, interpretando Cha Se-Eum, um maestro de orquestra de renome mundial que guarda um grande e perigoso segredo.

## Outros empreendimentos

### Filantropia
Além de sua carreira de atriz, Lee esteve envolvida com diversas instituições de caridade. Em 1997, ela foi para a Etiópia como Embaixadora da Boa Vontade de uma ONG. Ela foi para o deserto do Thar em 1999 para fazer um programa de TV sobre pessoas da casta social mais baixa da Índia. Mais tarde, em 2001, ela descreveu essas experiências em sua autobiografia "A Most Special Love" parcialmente em inglês e doou a renda da venda do livro para instituições de caridade.
Ela foi nomeada embaixadora da boa vontade em 2004 pela UNICEF e desde então ocupou vários cargos de caridade. Ela fez muitas doações para escolas e hospitais, incluindo a Primeira Escola Secundária de Chosun em Harbin e uma escola primária na China que mais tarde foi renomeada como Escola Primária Lee Young-Ae. Em 2012, ela atuou como celebridade porta-voz do projeto "Love Donation", organizado pela revista Woman Chosun. Ela fez uma doação para construir uma escola em Mianmar.
Em 2012, Lee lançou um negócio de produtos orgânicos e ecológicos para crianças em Seul.
Em julho de 2014, a mídia taiwanesa informou que Lee havia ajudado em particular uma mulher grávida de Taiwan que estava de férias com o marido em Seul. A mulher deu à luz uma menina prematuramente e o bebê teve diversas complicações. Lee descobriu sobre o casal através de sua amiga e decidiu pagar suas contas médicas de NT$ 4 milhões (US$ 134 mil) porque a criança precisou de duas cirurgias e cuidados médicos constantes depois de nascer. Posteriormente, Lee recebeu um prêmio da Fundação Cultural e Educacional Chou Ta-Kuan de Taiwan. Em 2016, ela ajudou uma menina vietnamita que foi à Coreia para tratar seu tumor cerebral, doando 37 milhões de won para a operação e outras despesas médicas.
No Sri Lanka, ela é conhecida como "Changumi" (em cingalês:  චංගුමී), e sua popularidade levou à criação do Fundo de Bolsas Sujatha Diyani em 2014, quando ela doou US$ 100 mil. O fundo visa fornecer assistência financeira a estudantes do sexo feminino de famílias de baixa renda. Lee também se tornou a primeira atriz a aderir à campanha "Chime for Change" da Gucci para "arrecadar fundos e conscientizar para projetos que promovam educação, saúde e justiça para meninas e mulheres" em todo o mundo.
Em 2015, Lee foi nomeado enviado especial pela Comissão Coreana da UNESCO. Ela promove as atividades da comissão, como a arrecadação de fundos e uma campanha para prestar apoio educacional aos países subdesenvolvidos. Em março de 2022, Lee doou 100 milhões de won à Ucrânia, pelos danos da invasão russa, juntamente com uma carta de consolo ao povo ucraniano.
Em 1º de maio de 2022, Lee doou 100 milhões de won ao escritório da Fundação Sowon na cidade de Yangpyeong, província de Gyeonggi-do, para ajudar pacientes que têm dificuldade de sair de casa devido ao câncer infantil ou doenças raras.
Em 19 de agosto de 2022, Lee doou ₩100 milhões para ajudar as pessoas afetadas pelas enchentes sul-coreanas de 2022 por meio da Fundação Coreana para Deficientes.
Em 3 de novembro de 2022, Lee fez uma doação para ajudar as vítimas da multidão de Halloween em Seul por meio de doações para a Fundação de Bem-Estar da Coreia para Deficientes. Em 22 de janeiro de 2023, Lee doou 50 milhões de won aos residentes afetados pelo incêndio na vila de Guryong, distrito de Gangnam, em Seul. Em setembro de 2023, Lee doou 50 milhões de won à Associação Memorial do Fundador, para construir um memorial ao ex-presidente Syngman Rhee.
Em novembro de 2023, Lee doou ₩50 milhões para ajudar nos esforços humanitários para crianças feridas na guerra Israel-Hamas, anunciou a Cruz Vermelha Coreana no dia 21.

### Endossos
Em 1991, Lee fez sua estreia como modelo novata, tornando-se conhecida através de um comercial de TV da marca de cosméticos Mamonde da Pacific Chemical (agora Amore Pacific). Sua imagem urbana com cabelos levantados e gola de sobretudo deixou uma forte impressão nos telespectadores, e Lee Young-ae, que naquele momento estudava "Língua e Literatura Alemã" na Universidade Hanyang, alcançou o estrelato com o modificador Oxygen Lady. Naquela época, Mamonde se tornou a marca de maior sucesso na história da Pacific Chemical. O produto Tropic Orange Makeup, lançado em março de 1994, alcançou o recorde de venda de 1,5 milhão de unidades em dois meses. Devido à popularidade da Mamonde e Lee Young-ae, os concorrentes também lançaram anúncios com um conceito semelhante em 1997. Ela foi o rosto da Mamonde por 10 anos.
Desde 2007, Lee se tornou a embaixadora global da marca de beleza superpremium da LG Household &amp; Health Care, The History of Whoo.
Em fevereiro de 2014, Lee se tornou capa da edição de fevereiro da revista Marie Claire Korea para promover as coleções "Trinity", "Paris Nouvelle Vague", "Destinée" e "Caresse d'Orchidées de Cartier" da marca francesa de joias de luxo Cartier. Em janeiro de 2017, Lee se tornou capa da edição de fevereiro da revista Elle Korea para promover a coleção Primavera-Verão 2017 da grife italiana de moda de luxo Valentino. Em janeiro de 2021, ela foi capa da edição de fevereiro da Marie Claire Korea para representar a coleção Primavera-Verão 2021 da grife de luxo hispano-francesa Balenciaga. Ela apareceu na capa da Noblesse Magazine, edição de junho de 2021, para apresentar "Palmyre", "Treasure of Rubies", "the Snowflake", "Arche de Noé", "Pierres de Caractères" e "Les Ateliers" da Van Cleef & Arpels. A coleção de alta joalheria Créations e a linha de bolsas da marca francesa de artigos de couro de luxo Fauré Le Page. Em setembro de 2021, ela apareceu na capa da Dazed Korea da Edição de Outono de 2021 para apresentar a coleção Aria Outono-Inverno 2021 e a linha de bolsas Diana para a marca italiana de luxo Gucci. Ela também apareceu na edição de dezembro de 2023 da Vogue Korea para representar as coleções de alta joalheria de Fred Joaillier, "Monsieur Fred Inner Light". Na edição de abril de 2024 da Arena Homme + Korea, da qual foi capa, Lee representou a coleção prêt-à-porter Primavera-Verão 2024 da Bottega Veneta.
Em 2020, Lee foi selecionada como embaixadora coreana da Ferragamo Eyewear.

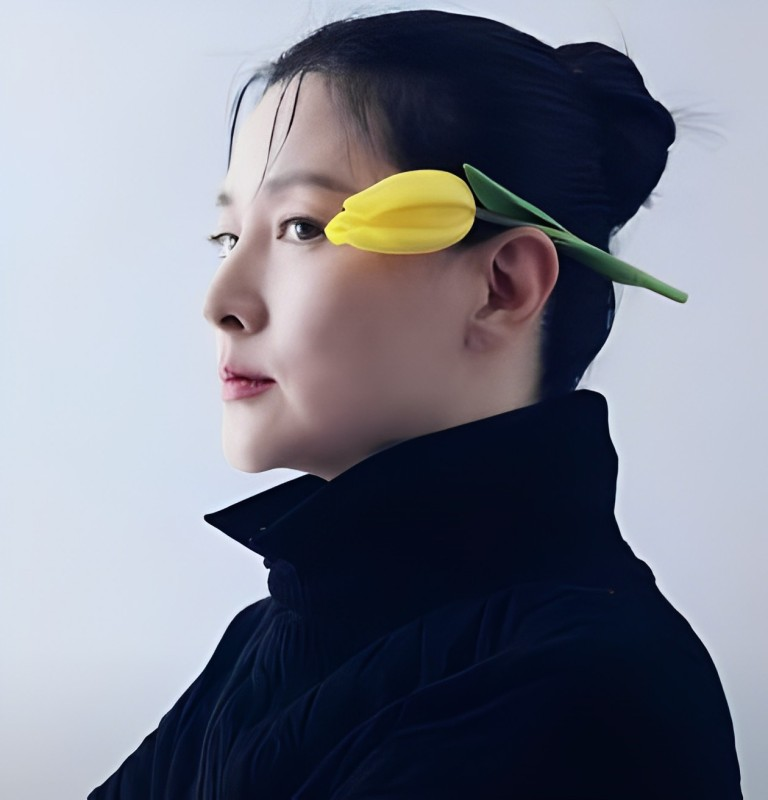
Lee em um filme de moda com Balenciaga para a Marie Claire Korea em fevereiro de 2021.

Em julho de 2022, foi escolhida como modelo do novo produto "Lifening Beauty Collagen Ampoule" da marca de beleza interior Lifening.

## Vida pessoal
Em 2009, Lee se casou com Jeong Ho-young, um empresário coreano-americano 20 anos mais velho que
ela. Em 20 de fevereiro de 2011, ela deu à luz gêmeos fraternos, um menino e uma menina.

## Filmografia

### Filme
| Ano  | Título              | Papel               | Notas | Ref. |
| ---- | ------------------- | ------------------- | ----- | ---- |
| 1996 | Insyalla            | Lee Hyang           |       |      |
| 1998 | First Kiss          | Min-joo             | Cameo |      |
| 2000 | Joint Security Area | Maj. Sophie E. Jean |       |      |
| 2001 | Last Present        | Park Jung-yeon      |       |      |
| 2001 | One Fine Spring Day | Han Eun-soo         |       |      |
| 2005 | Lady Vingança       | Lee Geum-ja         |       |      |
| 2019 | Bring Me Home       | Seo Jung-yeon       |       |      |

### Séries de televisão
| Ano       | Título                    | Papel                       | Notas              | Ref.          |
| --------- | ------------------------- | --------------------------- | ------------------ | ------------- |
| 1993      | How's Your Husband?       | Do Do-hee                   |                    |               |
| 1994      | Dash                      |                             |                    |               |
| 1995      | Love and Marriage         | Oh Eun-ji                   |                    |               |
| 1995      | West Palace               | Kim Gae-shi / Gae-Ttong     |                    |               |
| 1995      | Asphalt Man               | Dong-hee                    |                    |               |
| 1996      | Papa                      | Han Sae-young               |                    |               |
| 1996      | Their Embrace             | Kim Seung-hye               |                    |               |
| 1996      | Sibling Relations         |                             |                    |               |
| 1997      | Medical Brothers          | Cha Min-ju                  |                    |               |
| 1997      | The Reason I Live         | Ae-suk                      |                    |               |
| 1997      | Because I Love You        | Eo Yu-na                    |                    |               |
| 1998      | Romance                   |                             |                    |               |
| 1998      | Advocate                  |                             |                    |               |
| 1999      | Enbireyong                |                             |                    |               |
| 1999      | Invitation                | Choi Young-joo              |                    |               |
| 1999      | The Wave                  |                             |                    |               |
| 2000      | Fireworks                 | Kim Ji-hyun                 |                    |               |
| 2003–2004 | Jóia do Palácio           | Seo Jang-geum               |                    |               |
| 2017      | Saimdang, Diário de Luz   | Shin Saimdang / Seo Ji-yoon |                    |               |
| 2018      | Gangnam Beauty            | Ela mesma                   | Cameo (episódio 1) | [ 63 ]        |
| 2021–2023 | Taxi Driver               | Narradora                   | Dublagem           | [ 64 ] [ 65 ] |
| 2021      | Inspector Koo             | Koo Kyung-yi                |                    | [ 66 ]        |
| 2023–2024 | Maestra: Strings of Truth | Cha Se-eum                  |                    | [ 67 ]        |
| 2025      | Uinyeo Dae Jang Geum      |                             |                    | [ 68 ]        |

### Programa de televisão
| Ano  | Título                           | Papel     | Notas                                                      | Ref.   |
| ---- | -------------------------------- | --------- | ---------------------------------------------------------- | ------ |
| 2022 | Docu Prime - Direitos da Criança | Narradora | Narração documental sobre os direitos humanos das crianças | [ 69 ] |

## Prêmios e indicações
| Ano  | Prêmio                                     | Categoria                                              | Obra indicada                      | Resultado | Ref.          |
| ---- | ------------------------------------------ | ------------------------------------------------------ | ---------------------------------- | --------- | ------------- |
| 1994 | SBS Drama Awards                           | Melhor Nova Atriz                                      | How's Your Husband?                | Venceu    |               |
| 1995 | KBS Drama Awards                           | Prêmio de Popularidade                                 | West Palace                        | Venceu    |               |
| 1996 | MBC Drama Awards                           | Prêmio de Excelência, Atriz                            | Their Embrace, Sibling Relations   | Indicado  |               |
| 1997 | MBC Drama Awards                           | Prêmio de Excelência, Atriz                            | The Reason I Live                  | Venceu    |               |
| 1998 | SBS Drama Awards                           | Prêmio Top Excelência, Atriz                           | Romance                            | Venceu    |               |
| 1999 | KBS Drama Awards                           | Prêmio de Excelência, Atriz                            | Invitation                         | Indicado  |               |
| 1999 | KBS Drama Awards                           | Prêmio de Popularidade                                 | Invitation                         | Venceu    |               |
| 2000 | SBS Drama Awards                           | Prêmios de Grandes Estrelas                            | Fireworks                          | Venceu    |               |
| 2000 | SBS Drama Awards                           | Prêmio Top Excelência, Atriz                           | Fireworks                          | Indicado  |               |
| 2000 | 21º Blue Dragon Film Awards                | Melhor Atriz                                           | Joint Security Area                | Indicado  |               |
| 2001 | 37º Baeksang Arts Awards                   | Melhor Atriz (Filme)                                   | Joint Security Area                | Indicado  |               |
| 2001 | 2º Korea Movie & Music Awards              | Prêmio Fotogênico para Atriz                           | Joint Security Area                | Venceu    |               |
| 2001 | 38º Grand Bell Awards                      | Melhor Atriz                                           | Last Present                       | Indicado  |               |
| 2001 | Cine 21 Movie Awards                       | Melhor Atriz                                           | One Fine Spring Day , Last Present | Venceu    |               |
| 2001 | 2º Busan Film Critics Awards               | Melhor Atriz                                           | One Fine Spring Day                | Venceu    |               |
| 2001 | 22º Blue Dragon Film Awards                | Melhor Atriz                                           | One Fine Spring Day                | Indicado  |               |
| 2002 | 38º Baeksang Arts Awards                   | Melhor Atriz (Filme)                                   | One Fine Spring Day                | Indicado  |               |
| 2002 | 39º Grand Bell Awards                      | Melhor Atriz                                           | One Fine Spring Day                | Indicado  |               |
| 2002 | 25º Golden Cinema Film Festival            | Atriz Mais Popular                                     | Last Present                       | Venceu    |               |
| 2003 | MBC Drama Awards                           | Grande Prêmio (Daesang)                                | Jóia no Palácio                    | Venceu    |               |
| 2003 | MBC Drama Awards                           | Prêmio Top Excelência, Atriz                           | Jóia no Palácio                    | Indicado  |               |
| 2004 | 40º Baeksang Arts Awards                   | Melhor Atriz (TV)                                      | Jóia no Palácio                    | Indicado  |               |
| 2004 | 2º Andre Kim Best Star Awards              | Prêmio Estrela Feminina                                | —                                  | Venceu    | [ 70 ]        |
| 2005 | Hong Kong Government Broadcasting Award    | Escolha Popular de Hong Kong                           | —                                  | Venceu    |               |
| 2005 | China Synsis Bao                           | Estrela Estrangeira Mais Influente                     | —                                  | 3rd place |               |
| 2005 | 26º Blue Dragon Film Awards                | Melhor Atriz                                           | Lady Vingança                      | Venceu    | [ 18 ]        |
| 2005 | 4º Korean Film Awards                      | Melhor Atriz                                           | Lady Vingança                      | Indicado  |               |
| 2005 | 8º Director's Cut Awards                   | Melhor Atriz                                           | Lady Vingança                      | Venceu    | [ 71 ]        |
| 2005 | 38º Sitges Film Festival                   | Melhor Atriz                                           | Lady Vingança                      | Venceu    | [ 72 ]        |
| 2005 | 13º Chunsa Film Art Awards                 | Melhor Atriz                                           | Lady Vingança                      | Indicado  |               |
| 2006 | 38º Cinemanila International Film Festival | Melhor Atriz                                           | Lady Vingança                      | Venceu    | [ 73 ]        |
| 2006 | 43º Grand Bell Awards                      | Melhor Atriz                                           | Lady Vingança                      | Indicado  | [ 74 ] [ 75 ] |
| 2006 | 43º Grand Bell Awards                      | Prêmio de Popularidade da Onda Coreana                 | Lady Vingança                      | Venceu    | [ 74 ] [ 75 ] |
| 2006 | 42º Baeksang Arts Awards                   | Melhor Atriz (Filme)                                   | Lady Vingança                      | Venceu    | [ 76 ]        |
| 2007 | 15º Chunsa Film Festival                   | Prêmio de Contribuição da Onda Coreana                 | —                                  | Venceu    |               |
| 2007 | 3º Andre Kim Best Star Awards              | Grande Prêmio                                          | —                                  | Venceu    | [ 77 ]        |
| 2007 | 1º Hallyu Awards                           | Prêmio Estrela (Drama)                                 | —                                  | Venceu    | [ 78 ]        |
| 2007 | 44º Korean Broadcasters Association Day    | Prêmio de Ator                                         | —                                  | Venceu    | [ 79 ]        |
| 2007 | Ministério da Cultura, Desporto e Turismo  | Medalha de Mérito Cultural                             | —                                  | Venceu    | [ 20 ]        |
| 2009 | 5º Andre Kim Best Star Awards              | Prêmio Estrela Feminina                                | —                                  | Venceu    |               |
| 2015 | 10º Seoul International Drama Awards       | Prêmio Hallyu de 10º aniversário                       | —                                  | Venceu    | [ 80 ]        |
| 2017 | 22º Dia do Consumidor                      | Prêmio Personalidade Cultural                          | Saimdang, Diário da Luz            | Venceu    |               |
| 2017 | 2017 SBS Drama Awards                      | Prêmio Top Excelência, Atriz em Drama de Quarta-Quinta | Saimdang, Diário da Luz            | Indicado  | [ 81 ]        |
| 2020 | 25º Chunsa Film Art Awards                 | Melhor Atriz                                           | Bring Me Home                      | Venceu    | [ 82 ]        |
| 2020 | 29º Buil Film Awards                       | Melhor Atriz                                           | Bring Me Home                      | Indicado  | [ 83 ]        |
| 2021 | Cine 21 Awards                             | Melhor Atriz do Ano                                    | Inspector Koo                      | Venceu    | [ 84 ]        |
| 2022 | Dia de Bechdel 2022                        | Melhor Atriz                                           | Inspector Koo                      | Venceu    | [ 85 ]        |
| 2022 | National Brand Awards 2022                 | Prêmio Hallyu de Realização                            | —                                  | Venceu    | [ 86 ]        |
| 2024 | 17º Asian Film Awards                      | Prêmio Excelência em Cinema Asiático                   | —                                  | Venceu    | [ 87 ]        |